# Jean-Baptiste Leclerc
Jean-Baptiste Leclerc (ur. 10 marca 1920 w Éloyes, zm. 3 marca 2001 w Créteil) – francuski zapaśnik walczący przeważnie w stylu wolnym. Dwukrotny olimpijczyk. Czwarty w Londynie 1948 i odpadł w eliminacjach w Helsinkach 1952. Startował w kategorii 73 kg.
Szósty na mistrzostwach świata w 1951; uczestnik w 1955. Czwarty na mistrzostwach Europy w 1949. Wicemistrz igrzysk śródziemnomorskich w 1955 roku.